# Chris Fairclough
Courtney Huw "Chris" Fairclough (Nottingham, 8 maart 1964) is een Engels voormalig voetballer die als centrale verdediger speelde. Fairclough won als speler van Leeds United de First Division vlak voor de oprichting van de Premier League in 1992.

## Clubcarrière

### Nottingham Forest
Fairclough begon zijn carrière bij het Nottingham Forest van de legendarische coach Brian Clough. Tussen 1981 en 1987 speelde hij 107 competitieduels voor Forest. Fairclough verliet de club in 1987.

### Tottenham Hotspur
Fairclough verhuisde naar Tottenham Hotspur. Na zijn vertrek won Nottingham Forest in 1989 en 1990 tweemaal achtereen de League Cup. Hij speelde twee seizoenen voor Spurs, maar won geen prijzen.

### Leeds United
In 1989 was Leeds United zijn volgende bestemming. Fairclough steeg in 1990 met de club, vanaf 1988 geleid door Howard Wilkinson, naar de First Division (de voorloper van de Premier League). Met zijn verdedigingspartner Chris Whyte was hij een belangrijke pion van het elftal. Twee jaar na de promotie werd Leeds landskampioen onder Wilkinson, de laatste landstitel uit de clubgeschiedenis anno 2020. Fairclough, in die tijd met David Wetherall naast zich, was nog steeds belangrijk. Fairclough en Wetherall (de centrale verdedigers), Lee Chapman en Rod Wallace (de topscorers), Éric Cantona, Gary McAllister en Gary Speed (de technisch vaardige spelers) en doelman John Lukic waren de steunpilaren. Fairclough bracht drie seizoenen met Leeds in de Premier League door, maar verloor uiteindelijk ook zijn basisplaats centraal in de verdediging. Wilkinson was desondanks nog steeds de trainer, maar anderen kregen de voorkeur boven Fairclough.

### Bolton Wanderers
In 1995 verliet Fairclough Elland Road en tekende een contract bij de toenmalige tweedeklasser Bolton Wanderers, waarmee hij promotie naar de Premier League afdwong in 1997. Hij werd opnieuw een dragende speler en speelde 90 competitiewedstrijden voor Bolton Wanderers op het hoogste en tweede niveau. Hij maakte acht doelpunten.

### Latere carrière
Fairclough kwam later nog uit voor Notts County (1998-1999) en York City (1999-2001). De centrale verdediger ging op 37-jarige leeftijd met pensioen.

## Erelijst
Leeds United AFC
- Football League Second Division

1990
- Football League First Division / Premier League voor 1992/93

1992
- FA Charity Shield

1992
 Bolton Wanderers FC
- Football League First Division / EFL Championship voor 2004/05

1997